# Italienske Krig 1521-1526
Den Italienske Krig 1521–1526, af og til kendt som Fireårskrigen  var en del af De Italienske Krige. På den ene side stod Frans 1. af Frankrig og Republikken Venedig og på den anden stod kejser Karl 5., Henrik 8. af England og Kirkestaten. Konflikt startede pga. fjendtligheder som følge valget af Karl 5. som kejser i 1519-1520, og Pave Leo 10. behov for hans assistance til at bekæmpe Martin Luthers bevægelse.
Krigen brød ud i Vesteuropa i slutningen af 1521, da Frankrig invaderede Navarra og Nederlandene. Karl 5.'s styrke slog invasionen tilbage og angreb selv det nordlige Frankrig.

## Fodnoter
1. ↑  Krigen kaldes Fireårskrigen pga. de fire år der gik fra begyndelsen af fjendtligheder i 1521 til det afsluttende slag ved Pavia i 1525. Officielt endte krigen dog først i 1526.